# 埃丝特·凯林戈尔德
埃丝特·凯林戈尔德（希伯來語：אסתר קיילינגולד；1925年6月28日—1948年5月29日）又譯以斯帖·凯琳戈，是一位出生于英国的波兰裔学校教师，他所在的家庭是一个犹太教正统派家庭。1946年到巴勒斯坦执教，並且加入哈加纳。在1948年阿拉伯-以色列戰爭期间与犹太人军队並肩作战，并因在耶路撒冷旧城战役中與阿拉伯军团作戰時受伤而死亡。 以色列加利利的拉维基布兹 的埃斯帖·凯林戈尔德纪念森林、在耶路撒冷的哈科特尔经学院设立的奖学金基金以及在拉特伦設立的紀念以色列装甲兵团等各种战争纪念碑、以色列的几所图书馆和儿童之家以及北倫敦的埃丝特·凯林戈尔德协会都以她的名字命名。 